# Hordeum jubatum
Hordeum jubatum — вид рослин родини тонконогові (Poaceae), поширений у Європі й помірній та тропічній Азії.

## Опис
Багаторічна короткоживуча трав'яниста рослина 30–75 см завдовжки, росте в пучку; стебла прямостійні чи висхідні, гладкі, ≈2 мм в діаметрі; вузли коричневі. Лігула 0.2–0.5 мм завдовжки, урізана. Листові пластини 6–15 см × 2–4 мм; поверхня шершава, оголена чи запушена.
Колос зелений або пурпурно-зелений, до 5–10 см завдовжки, включаючи остюк, м'який. Бічні колоски: зведені до 1–3 розкидних остюків, рідше — чоловічі. Пиляків 3. Зернівки волохаті на вершині. 2n = 28.

## Поширення
Поширений у Північній Америці (Канада США, Мексика [Баха-Норте]) й Азії (Росія, Китай [Хейлунцзян, Ляонін]); натуралізований у багатьох країнах світу: Новій Зеландії, Аргентині, Чилі, Лесото, Європі (Данія, Фінляндія, Норвегія, Швеція, Австрія, Бельгія, Чехія, Німеччина, Угорщина, Нідерланди, Польща, Словаччина, Швейцарія; Білорусь, Молдова, Росія [європейська частина], Україна, Румунія). Населяє луки, вологі землі.

## Екологічний вплив
Велика коренева система, агресивна звичка, а також здатність переносити засолені ґрунти роблять цей вид стійким конкурентом. Хоча цей ячмінь може бути приємним для тварин ранньою весною, перш ніж зацвіте, його сухі остюки є дуже шкідливими для випасу тварин. Оскільки цей ячмінь накопичує велику кількість солі в листках і коріннях, він має потенціал зниження солоності ґрунту. 

## Галерея

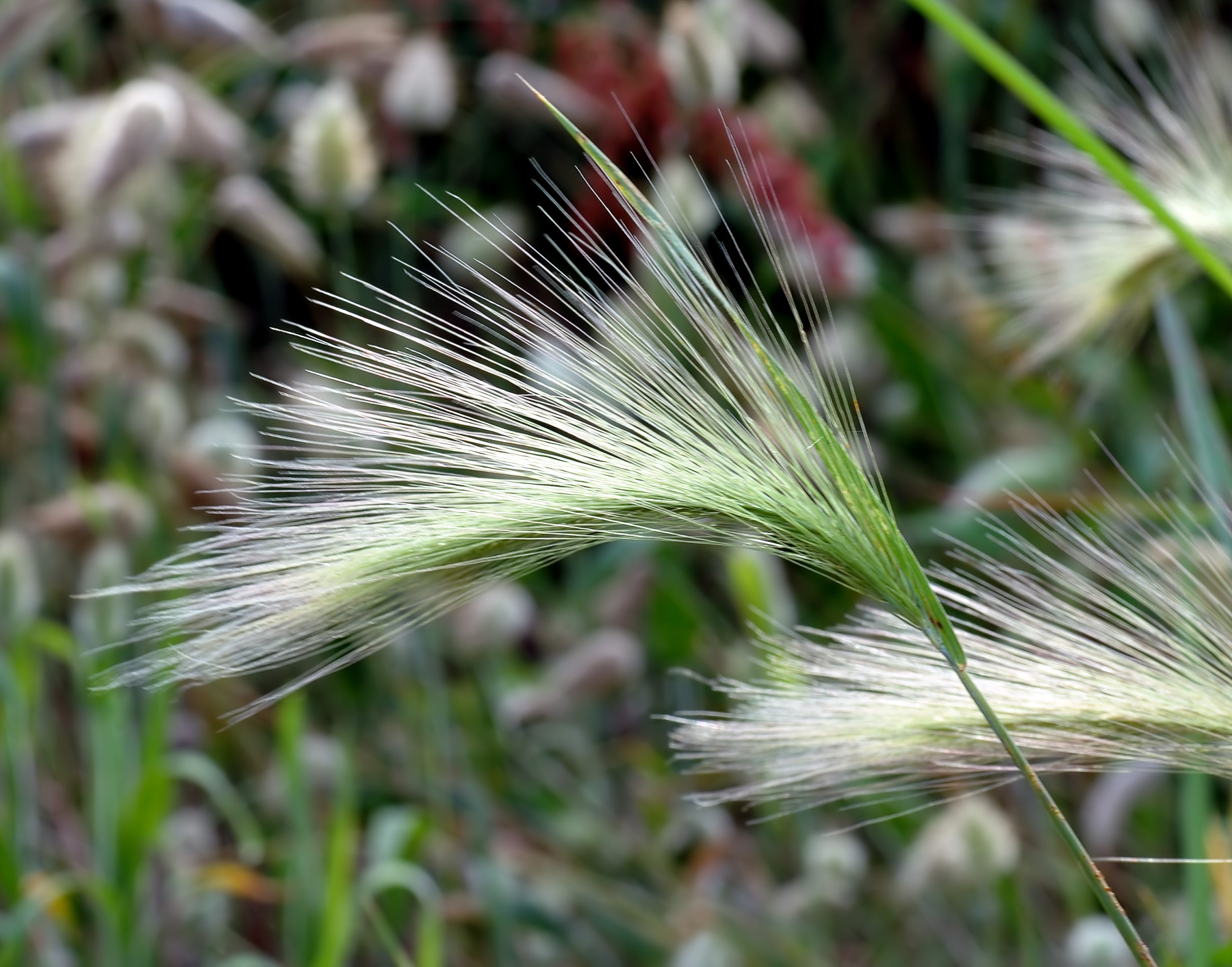
суцвіття